# Station Wałcz
Station Wałcz is een spoorwegstation in de Poolse plaats Wałcz.